# Руусанска реформација
Руусанска реформација је била фиктиван догађај у универзуму Звезданих ратова када је Републички биро за стандарде и мерења као нулту поставио годину битке за Руусан, што је 1 000. НБЈ по садашњем датумском систему.
Услед Палпатиновог коментара у Нападу клонова да Галактичка Република постоји само хиљаду година (уместо хиљаду генерација) и да током целе историје Републике није било ниједног „општег“ рата, литература Проширеног универзума је установила да се битком за Руусан завршио рат са редом Сита, а да је Република морала да буде грађена од темеља, што чини Руусанску реформацију много значајнијом од просте промене датумског система.
Изгледа да се систем управљања није нарочито драматично променио (јер је Републиком владао Врховни канцелар и Галактички сенат још од 4.000. ПБЈ), али је ред Џедаја претрпео значајне измене. У симболичком смислу, углавном да би убедили Републику да неће постати освајачка војска, Џедаји су се одрекли својих борбених оклопа и свих војничких титула (као што је Лорд), расформирали своје армије и ставили се под надзор Врховног канцелара и судског одељења. Да би се смањиле шансе за поновно појављивање Сита, ред је почео да образује децу од рођења. Такође, тренирање падаванâ је централизовано на Корусанту да би се уклонила опасност од удубљивања ненадгледаних ученика у забрањена знања Сита.